# 裘仕濂
裘仕濂（1508年—1552年），字子憲，浙江紹興府嵊縣人，民籍，明朝政治人物。

## 生平
居二十九都，師從緒山先生钱德洪，嘉靖二十二年（1543年）癸卯科應天府鄉試第七十九名舉人。嘉靖二十三年（1544年）中式甲辰科會試第十四名，登第三甲第一百九十五名進士。授常州府推官，二十八年十一月选授广西道試御史，風節凛然，刷卷河南，校勘積案，以勞瘁卒。

## 家族
曾祖裘準；祖父裘緫，生員；父裘曰麟，贈文林郎廣西道御史；母張氏；繼母李氏。严侍下。弟仕涓、仕洪、仕沛、仕汴。子裘嘉棨，二十余岁为諸生，早亡。